# Shanghai Really Sports
Die Shanghai Really Sports Co. LTD. ist ein bedeutender Sporteinzelhändler in China. Er erwirtschaftet (Stand: 2014) einen Jahresumsatz von etwa drei Mrd. Renminbi in über 1000 Filialen.
Das Unternehmen wurde 1988 von Wu Jianguang und seiner Frau gegründet und war eines der wenigen Privatunternehmen im damaligen China mit einer Einzelhandels- und Importlizenz. Auf dieser Basis entwickelte sich das Unternehmen zwischenzeitlich zu einem der Marktführer in China.

## Fusion zur United Sportstyle Group
Mit der finanziellen Unterstützung von United in Sports (Luxemburg) sollte 2006 zusammen mit drei weiteren Sporteinzelhändlern und der Unterstützung von Robert Louis-Dreyfus der bedeutendste Sporthandelskonzern mit 3600 Filialen in China geformt werden. Das Management bestand am Anfang aus Mitgliedern der chinesischen Gründerfamilien, Sandrine Zerbib (ehemaliger Chief Executive Officer von Adidas Greater China) und Dan Loeb (ehemaliger Chief Executive Officer Nike Greater China). Nachdem 2008 alle notwendigen Verträge verhandelt und vom Chinesischen Handelsministerium (MOFCOM) genehmigt wurden, sich aber die Geschäftsentwicklung durch die Olympischen Sommerspiele 2008 in Peking verschlechterte, zerbrach die Allianz in Diskussionen um Beteiligungshöhen und den finanziellen Beitrag der Investoren.